# 张叔驯
张叔驯（1899年—1948年5月30日），湖州南潯人，张颂贤之曾孫，張靜江之侄，古錢幣收藏家。张叔驯長期在上海居住。在古錢幣收藏界，张叔驯與方藥雨並稱「南张北方」。1938年，张叔驯全家因躲避第二次中日戰爭而搬到美国。1946年，张叔驯短暫回到上海待一個月处理财产。1948年5月30日，张叔驯在美國纽约-长老会医院病逝。